# 대각지배행렬
대각지배행렬(Diagonally dominant matrix)은 모든 행에 대해 주대각선의 성분이 자신을 제외한 성분들에 대해 우위 조건을 갖는 정사각행렬이다. 일반적으로, 모든 행에 대해 주대각선의 성분의 절댓값이 자신을 제외한 성분들의 절댓값의 합보다 크거나 같은 정사각행렬을 대각지배행렬이라고 한다.
이러한 우위 조건을 대각지배성이라고 한다.

## 대각지배성
{\displaystyle |a_{ii}|\geq \sum _{j\neq i}^{j=n}|a_{ij}|\;}

## 예
행렬
{\displaystyle A={\begin{bmatrix}3&-2&1\\1&-3&2\\-1&2&4\end{bmatrix}}}
{\displaystyle |a_{11}|\geq |a_{12}|+|a_{13}|}에서 {\displaystyle |+3|\geq |-2|+|+1|}
{\displaystyle |a_{22}|\geq |a_{21}|+|a_{23}|}에서 {\displaystyle |-3|\geq |+1|+|+2|}
{\displaystyle |a_{33}|\geq |a_{31}|+|a_{32}|}에서 {\displaystyle |+4|\geq |-1|+|+2|}
대각선으로 지배적이다.
행렬 {\displaystyle B={\begin{bmatrix}-2&2&1\\1&3&2\\1&-2&0\end{bmatrix}}}
{\displaystyle |b_{11}|<|b_{12}|+|b_{13}|}에서 {\displaystyle |-2|<|+2|+|+1|}
{\displaystyle |b_{22}|\geq |b_{21}|+|b_{23}|}에서 {\displaystyle |+3|\geq |+1|+|+2|}
{\displaystyle |b_{33}|<|b_{31}|+|b_{32}|}에서 {\displaystyle |+0|<|+1|+|-2|}
제 1 및 제 3 행은 대각지배성 조건을 만족시키지 못한다.
즉, 대각선으로 지배적이지 않다.
행렬 {\displaystyle C={\begin{bmatrix}-4&2&1\\1&6&2\\1&-2&5\end{bmatrix}}}
강하게 대각선으로 지배적이다.
{\displaystyle |c_{11}|>|c_{12}|+|c_{13}|}에서 {\displaystyle |-4|>|+2|+|+1|}
{\displaystyle |c_{22}|>|c_{21}|+|c_{23}|}에서 {\displaystyle |+6|>|+1|+|+2|}
{\displaystyle |c_{33}|>|c_{31}|+|c_{32}|}에서 {\displaystyle |+5|>|+1|+|-2|}

## 같이 보기
- 가우스-자이델 방법

## 참고
- 매스월드
- m#math.com
- Abdelwahab Kharab; Ronald B. Guenther (2013). 《An Introduction to Numerical Methods A MATLAB Approach》 [이공학도를 위한 수치해석]. 학산미디어. 144-145쪽. ISBN 978-89-966211-8-8.